# Juan de Rocamora y Vázquez
Juan de Rocamora y Vázquez fue el II señor de Benferri, de Puebla de Rocamora y de la Granja de Rocamora. 
Nació en Orihuela y era hijo de Jaime de Rocamora y Rocamora y de María Isabel Vázquez. 
Se desposó con su prima Leonor de Rocamora, con quien tuvo tres varones.
En 1468 fue asesinado su padre, el I señor de Benferri, Puebla de Rocamora y la Granja de Rocamora. Murió a manos de la familia Rocafull, señores de Albatera, debido a una serie de enfrentamientos sucesivos en los que se vieron envueltos. A partir de ese momento pasó a él la titularidad del patrimonio de la Casa de Rocamora.
Acudió como representante de las fuerzas armadas de la Corona de Aragón a las Cortes, celebradas en Orihuela el 31 de julio de 1488 y presididas por el rey de Aragón Fernando II el Católico.
Tras su muerte, le sucedió su hijo Pedro, que como primogénito tenía los primeros derechos sucesorios.

## Matrimonio y descendencia
Fueron hijos de Juan de Rocamora y Vázquez y de Leonor de Rocamora:
- Pedro de Rocamora y Rocamora III señor de Benferri, de Puebla de Rocamora' y de la Granja de Rocamora.

- Francisco de Rocamora y Rocamora IV señor de Benferri, de Puebla de Rocamora y de la Granja de Rocamora.

- Jaime Juan de Rocamora y Rocamora VI señor de Benferri y de Puebla de Rocamora.